# La mujer biónica (serie de televisión)
La mujer biónica (título original: Bionic Woman) es una serie de televisión estadounidense de 2007, que fue producida por la NBC para la NBC. 
Esta es una adaptación modernizada de la exitosa serie creada por Kenneth Johnson en la década de los 70 que se basa en la novela Cyborg de Martin Caidin. Se hicieron un total de 8 episodios para una temporada y tuvo a Michelle Ryan, Miguel Ferrer y Molly Price como protagonistas.

## Argumento
Un día Jamie Sommers sufre un terrible accidente de tráfico. A causa de ello le hacen unos trasplantes biónicos especiales. A partir de ese momento su vida nunca volverá a ser la misma, ya que, gracias a esos trasplantes, sus sentidos y su capacidad psiquíca se multiplican. Por ello ella será reclutada por el gobierno, el cual llevó a cabo su operación, para actividades que distan mucho de su profesión anterior.

## Reparto
| Actor             | Personaje     |
| ----------------- | ------------- |
| Michelle Ryan     | Jaime Sommers |
| Miguel Ferrer     | Jonas Bledsoe |
| Molly Price       | Ruth Truewell |
| Lucy Hale         | Becca Sommers |
| Will Yun Lee      | Jae Kim       |
| Kevin Rankin      | Nathan        |
| Isaiah Washington | Antonio Pope  |
| Katee Sackhoff    | Sarah Corvus  |

## Producción
Ya en 2002 hubo planes de hacer un remake de la serie original en la cadena USA Network. Aunque no llegaron a frucificar, aun así se pudo hacer cinco años más tarde cuando la cadena NBC encargó un remake de esa serie a David Eick, esperando que el creador repitiera el enorme éxito del otro remake que había creado años antes, Battlestar Galáctica y sin aportación alguna de su creador original Kenneth Johnson.
Para hacer la serie, se filmó para ello la serie en Vancouver, Canadá.

## Recepción
Al principio la serie tuvo una excelente audiencia en su primer episodio. Superó los 13,5 millones de espectadores y otorgó a la cadena NBC su mejor registro desde septiembre de 2004. Sin embargo, después de su estreno, se hundió posteriormente en la miseria. Adicionalmente la serie se vio afectada por la huelga de guionistas de 2007 tras poder rodar solo ocho episodios. Por ello, por todas estas razones, la propia cadena aprovechó la coyuntura para decirles que no era necesario que volvieran, quedando así la serie cancelada para siempre.